# Dichrooscytus gustavi
Dichrooscytus gustavi (synoniem: Dichrooscytus valesianus) is een wants uit de familie van de blindwantsen (Miridae). De soort werd het eerst wetenschappelijk beschreven door Michail Josifov in 1981.

## Uiterlijk
De ovaal gevormde wants is altijd macropteer en kan 3,5 tot 4,5 mm lang worden. De kop, het halsschild en het scutellum zijn groen, net als de antennes en de pootjes. Het lichaam is gedeeltelijk groen en voor een groot deel oranjerood. Het uiteinde van het verharde deel van de voorvleugels is licht oranje of geel. Het doorzichtige gedeelte van de vleugels is grijs met oranjerode aders. Daarmee lijkt de wants zeer op Dichrooscytus intermedius; die komt echter vooral voor op sparren, is groter en heeft een scutellum dat niet volledig groen is. Ook lijkt Dichrooscytus gustavi op de andere Nederlandse soort uit het genus Dichrooscytus, Dichrooscytus rufipennis. Die leeft voornamelijk op dennen; is ook groter en heeft ook een scutellum dat gedeeltelijk rood gekleurd is.

## Leefwijze
De soort leeft op Juniperus, vroeger voornamelijk op in tuinen aangeplante cultivars, nu ook in het wild. In tuinen leeft de wants ook op andere sierconiferen zoals levensboom (Thuja) en Californische cipres (Chamaecyparis lawsoniana). De eerste generatie volwassen dieren zijn waar te nemen van mei tot juli en de tweede generatie komt in september.

## Leefgebied
In Nederland is de soort voor het eerst waargenomen in 1980, waarschijnlijk initieel geïntroduceerd door middel van geïmporteerde tuinplanten. Hierdoor wordt de soort in steeds meer landen in Europa gevonden.